# Rue Laure-Diebold
La rue Laure-Diebold  est une voie du 8e arrondissement de Paris, en France.

## Situation et accès
La rue Laure-Diebold est une voie publique située dans le 8e arrondissement de Paris. En forme de « U », elle se raccorde à la rue du Faubourg-Saint-Honoré aux nos 208 et 214 en entourant l'ancien hôpital Beaujon.
La voie dessert notamment le jardin Tereska-Torrès-Levin, en hommage à la résistante et femme de lettres Tereska Torrès.

## Origine du nom

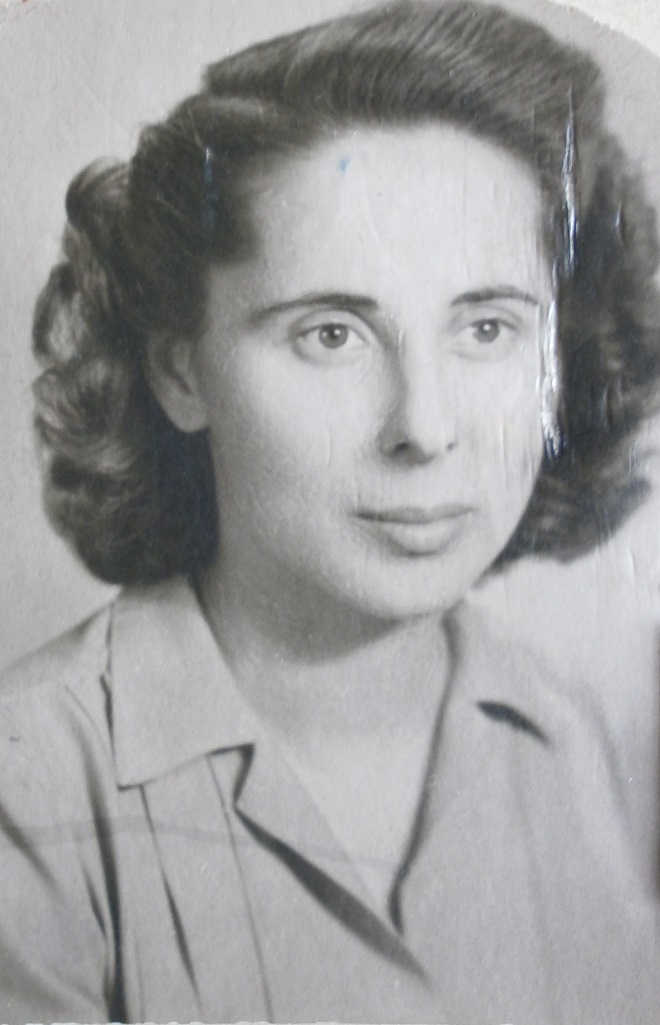
Laure Diebold.

Le nom de cette rue rend hommage à Laure Diebold (1915-1965), résistante française, compagnon de la Libération, secrétaire de Jean Moulin et déportée.
Il s'agit de l'une des trois voies parisiennes baptisées en mémoire de femmes résistantes compagnons de la Libération.

## Historique
La voie est créée dans le cadre de l'aménagement de la ZAC Beaujon sous le nom provisoire de « voie L/8 » et prend sa dénomination actuelle par un arrêté municipal du 10 janvier 2013,.